# Euryglottis albostigmata
Espèce
Euryglottis albostigmata est une espèce de lépidoptères de la famille des Sphingidae, de la sous-famille des Sphinginae, de la tribu des Sphingini et du genre Euryglottis.

## Description
Il est très différent des autres espèces du genre Euryglottis, en particulier dans la couleur ainsi que l'absence d'un triangle pâle dans la zone submarginale sur le dessus de l'aile antérieure. La face dorsale de l'aile postérieure des femelles est plus largement blanche que chez les mâles.

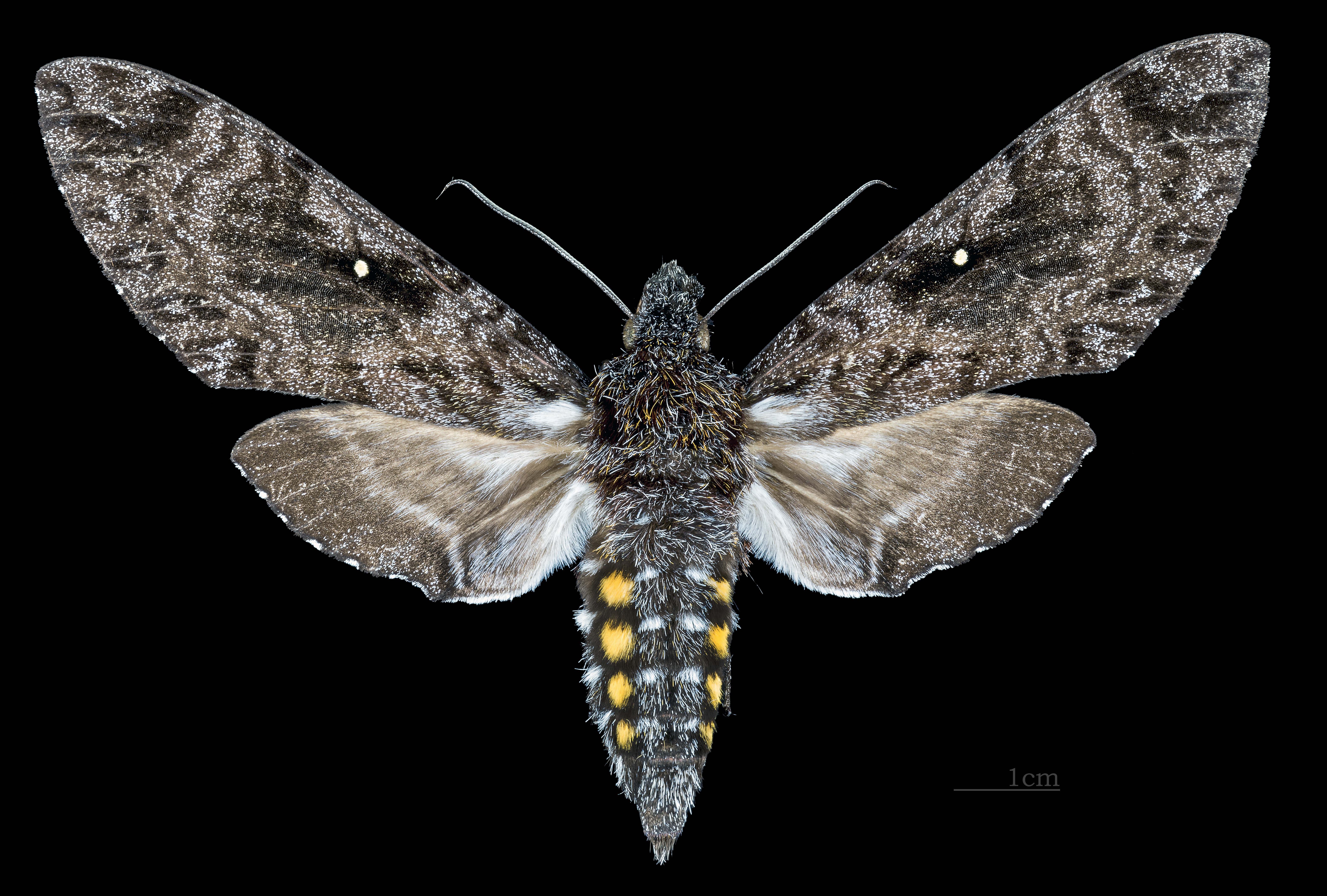
Face dorsale de la femelle (coll.MHNT)
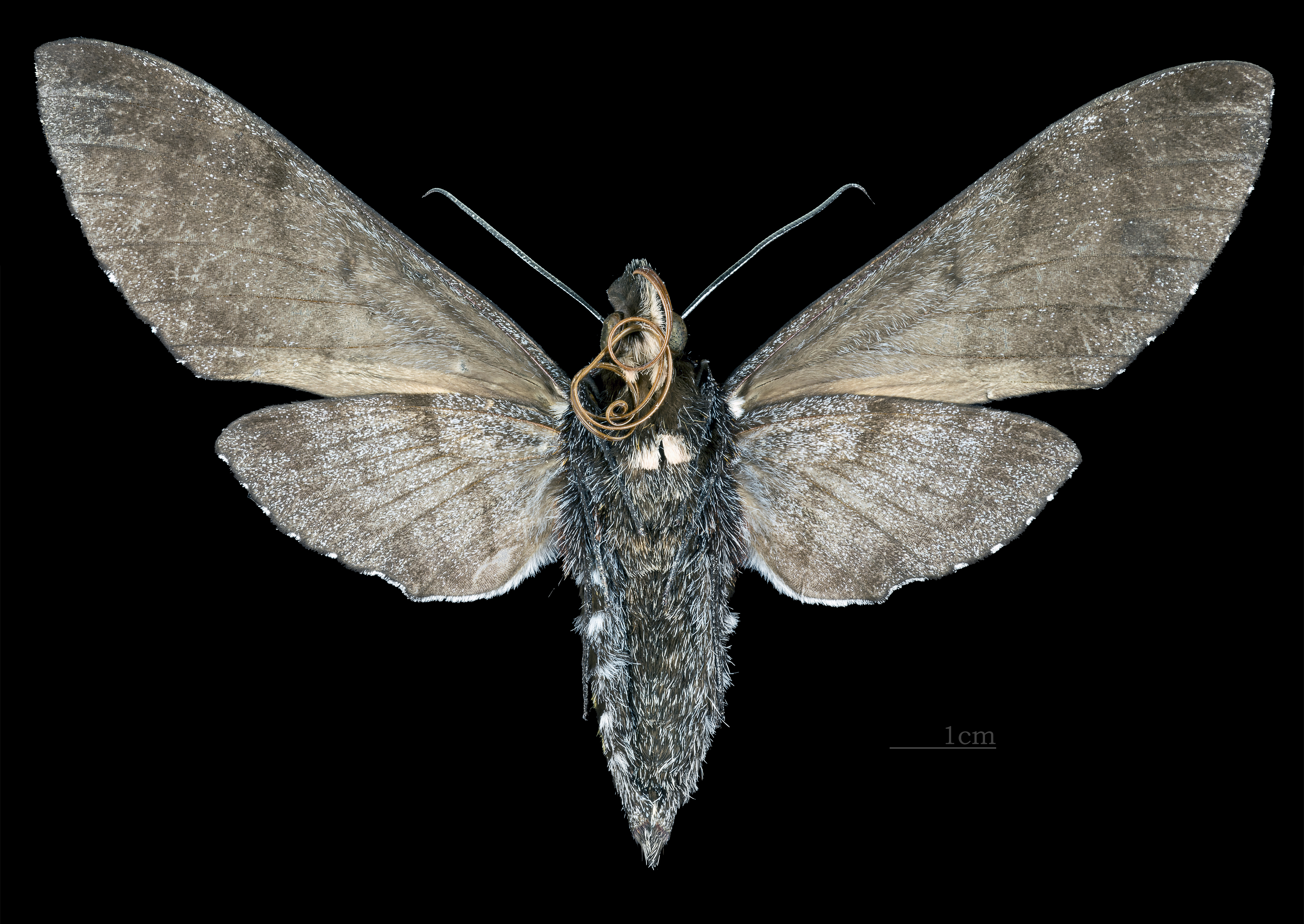
Revers de la femelle (coll.MHNT)

## Répartition et habitat
Le genre est néo-tropical. L'espèce est connue en Colombie, en Équateur, et au Pérou.

## Systématique
- L'espèce Euryglottis albostigmata a été décrite par l'entomologistes britannique Lionel Walter Rothschild  en 1895[2].

### Liste des sous-espèces
- Euryglottis albostigmata albostigmata (Colombie)
- Euryglottis albostigmata basalis Rothschild & Jordan, 1906 (Pérou)